# Schaufeljochbahn
De Schaufeljochbahn is een één kilometer lange kabelbaan over de Stubaier Gletscher in het Stubaital bij Neustift in Oostenrijk. De lift loopt vanaf het middenstation Eisgrat (2900 m) naar de Schaufelspitze (3333 m) en de Jochdohle (3150m), in commerciële termen ook wel Top of Tyrol genoemd. 
De Schaufeljochbahn werd in 2003 gebouwd door de firma Doppelmayr, en heeft een snelheid van 5 meter per seconde. Dit staat gelijk aan 18 kilometer per uur. De capaciteit is in totaal 2400 personen per uur.

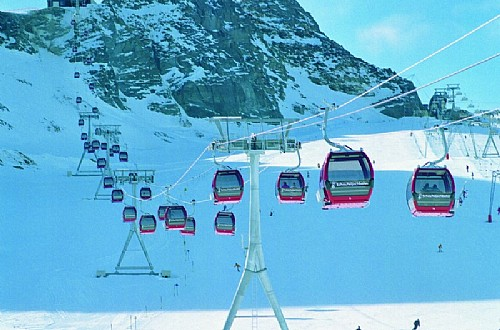

Eisgratbahn
· Eisjoch
· Fernau
· Gamsgarten
· Gamsgartenbahn
· Murmelebahn
· Pfaffengrat
· Rotadlbahn
· Schaufeljochbahn
· Wildspitz